# Campeonato Mundial de Atletismo Sub-20 de 2021 - 200 m masculino
A prova dos 200 metros masculino do Campeonato Mundial de Atletismo Sub-20 de 2021 ocorreu entre os dias 20 e 21 de agosto de 2021, no Centro Esportivo Internacional Moi, em Nairóbi, no Quênia. 

## Recordes
Antes desta competição, os recordes mundiais e do campeonato nesta prova eram os seguintes:
|       | Nome               | Nacionalidade  | Tempo | Local     | Data                |
| ----- | ------------------ | -------------- | ----- | --------- | ------------------- |
| WU20R | Erriyon Knighton   | Estados Unidos | 19.88 | Eugene    | 26 de junho de 2021 |
| CR    | Michael Norman Jr. | Estados Unidos | 20.17 | Bydgoszcz | 22 de julho de 2016 |
| WU20L | Erriyon Knighton   | Estados Unidos | 19.84 | Eugene    | 27 de junho de 2021 |

## Medalhistas
| Ouro                   | Prata                | Bronze                  |
| Udodi Onwuzurike (NGR) | Letsile Tebogo (BOT) | Sinesipho Dambile (RSA) |

## Cronograma
Todos os horários são locais (UTC+3).  
| Data         | Hora  | Evento    |
| ------------ | ----- | --------- |
| 20 de agosto | 11:40 | Bateria   |
| 20 de agosto | 17:05 | Semifinal |
| 21 de agosto | 18:10 | Final     |

## Resultados

### Bateria
Qualificação: Os 4 primeiros de cada bateria (Q) e os 4 tempos mais rápidos (q). 
Vento:
Bateria 1: -1.0 m/s, Bateria 2: 0.0 m/s, Bateria 3: -0.4 m/s, Bateria 4: +0.4 m/s, Bateria 5: +0.2 m/s
| Posição | Bateria | Atleta                      | Nacionalidade     | Tempo | Notas                |
| ------- | ------- | --------------------------- | ----------------- | ----- | -------------------- |
| 1       | 1       | Udodi Onwuzurike            | Nigéria           | 20.47 | Q,                   |
| 2       | 4       | Tazana Kamanga-Dyrbak       | Dinamarca         | 20.53 | Q                    |
| 3       | 5       | Letsile Tebogo              | Botswana          | 20.63 | Q                    |
| 4       | 1       | Sinesipho Dambile           | África do Sul     | 20.68 | Q                    |
| 5       | 2       | Wendell Miller              | Bahamas           | 20.72 | Q                    |
| 6       | 1       | Ali Khalid Mas              | Arábia Saudita    | 20.83 | Q,                   |
| 7       | 2       | Benjamin Richardson         | África do Sul     | 20.87 | Q                    |
| 8       | 3       | Bryan Levell                | Jamaica           | 20.90 | Q                    |
| 9       | 4       | Eduard Kubelík              | Chéquia           | 20.92 | Q                    |
| 10      | 5       | Nazzio John                 | Granada           | 20.94 | Q                    |
| 11      | 1       | Shainer Rengifo Montoya     | Cuba              | 20.95 | Q,                   |
| 12      | 4       | Carlos Brown                | Bahamas           | 20.99 | Q,                   |
| 13      | 5       | Blessing Akawasi Afrifah    | Israel            | 21.00 | Q                    |
| 14      | 4       | Jakub Pietrusa              | Polónia           | 21.01 | Q,                   |
| 15      | 1       | Benyamin Yousefi            | Irão              | 21.08 | q,                   |
| 16      | 2       | Filippo Cappelletti         | Itália            | 21.13 | Q,                   |
| 17      | 4       | Adekalu Nicholas Fakorede   | Nigéria           | 21.14 | q                    |
| 18      | 1       | Michael Roth                | Canadá            | 21.14 | q,                   |
| 19      | 5       | Bautista Diamante           | Argentina         | 21.15 | Q,                   |
| 20      | 3       | Tarsis Orogot               | Uganda            | 21.28 | Q                    |
| 21      | 4       | Katriel Angulo              | Equador           | 21.31 | q                    |
| 22      | 2       | Almond Small                | Canadá            | 21.32 | Q                    |
| 23      | 2       | Shanmuga Srinivas Nalubothu | Índia             | 21.33 |                      |
| 24      | 2       | Shakeem McKay               | Trinidad e Tobago | 21.42 |                      |
| 25      | 3       | Jonathan Wambua             | Quênia            | 21.43 | Q,                   |
| 25      | 5       | Igor Bogaczyński            | Polónia           | 21.43 |                      |
| 27      | 5       | Ioannis Kariofyllis         | Grécia            | 21.44 |                      |
| 28      | 3       | Tomás Mondino               | Argentina         | 21.50 | Q                    |
| 29      | 5       | José Figueroa               | Porto Rico        | 21.50 |                      |
| 30      | 2       | Izaias Alves                | Brasil            | 21.52 | Recorde da temporada |
| 31      | 2       | Gregory Prince              | Jamaica           | 21.53 |                      |
| 32      | 1       | Ioannis Granitsiotis        | Grécia            | 21.83 |                      |
| 33      | 3       | Amr Hany Soliman            | Egito             | 22.30 |                      |
| 34      | 1       | Josué Hepburn               | Honduras          | 24.56 | Recorde pessoal      |
| 35      | 3       | Clinton Muunga              | Zimbabwe          | DNF   |                      |
| 36      | 3       | Jayson Mandoze              | Botswana          | DSQ   | TR16.8               |
| 37      | 4       | Ali Anwar Ali Al Balushi    | Omã               | DNS   | DNS                  |
| 37      | 3       | Federico Guglielmi          | Itália            | DNS   | DNS                  |

### Semifinal
Qualificação: Os 2 primeiros de cada bateria (Q) e os 2 tempos mais rápidos (q). 
Vento:
Bateria 1: +1.3 m/s, Bateria 2: +2.3 m/s, Bateria 3: +0.4 m/s
| Posição | Bateria | Atleta                    | Nacionalidade  | Tempo | Notas           |
| ------- | ------- | ------------------------- | -------------- | ----- | --------------- |
| 1       | 2       | Udodi Onwuzurike          | Nigéria        | 20.13 | Q               |
| 2       | 1       | Letsile Tebogo            | Botswana       | 20.31 | Q,              |
| 3       | 1       | Tarsis Orogot             | Uganda         | 20.37 | Q, NU20R        |
| 4       | 2       | Sinesipho Dambile         | África do Sul  | 20.45 | Q               |
| 5       | 2       | Blessing Akawasi Afrifah  | Israel         | 20.49 | q               |
| 6       | 1       | Shainer Rengifo Montoya   | Cuba           | 20.58 | q,              |
| 7       | 3       | Tazana Kamanga-Dyrbak     | Dinamarca      | 20.61 | Q               |
| 8       | 2       | Eduard Kubelík            | Chéquia        | 20.65 |                 |
| 9       | 1       | Wendell Miller            | Bahamas        | 20.69 |                 |
| 10      | 3       | Jakub Pietrusa            | Polónia        | 20.70 | Q,              |
| 11      | 3       | Bryan Levell              | Jamaica        | 20.71 |                 |
| 12      | 3       | Benjamin Richardson       | África do Sul  | 20.71 |                 |
| 13      | 1       | Nazzio John               | Granada        | 20.79 | Recorde pessoal |
| 14      | 1       | Adekalu Nicholas Fakorede | Nigéria        | 20.87 | Recorde pessoal |
| 15      | 2       | Carlos Brown              | Bahamas        | 20.92 |                 |
| 16      | 2       | Bautista Diamante         | Argentina      | 20.97 |                 |
| 17      | 1       | Benyamin Yousefi          | Irão           | 21.02 | Recorde pessoal |
| 18      | 3       | Filippo Cappelletti       | Itália         | 21.08 | Recorde pessoal |
| 19      | 2       | Almond Small              | Canadá         | 21.10 |                 |
| 20      | 1       | Jonathan Wambua           | Quênia         | 21.13 | Recorde pessoal |
| 21      | 2       | Katriel Angulo            | Equador        | 21.25 |                 |
| 22      | 3       | Michael Roth              | Canadá         | 21.33 |                 |
| 23      | 3       | Tomás Mondino             | Argentina      | 21.58 |                 |
| 24      | 3       | Ali Khalid Mas            | Arábia Saudita | DNF   |                 |

### Final
A prova final foi realizada no dia 21 de agosto às 18:10. 
Vento: +0.5 m/s
| Posição           | Raia | Atleta                   | Nacionalidade | Tempo | Notas                |
| ----------------- | ---- | ------------------------ | ------------- | ----- | -------------------- |
| Medalha de ouro   | 3    | Udodi Onwuzurike         | Nigéria       | 20.21 | NU20R                |
| Medalha de prata  | 6    | Letsile Tebogo           | Botswana      | 20.38 |                      |
| Medalha de bronze | 7    | Sinesipho Dambile        | África do Sul | 20.48 | Recorde da temporada |
| 4                 | 4    | Tarsis Orogot            | Uganda        | 20.57 |                      |
| 5                 | 5    | Tazana Kamanga-Dyrbak    | Dinamarca     | 20.58 |                      |
| 6                 | 1    | Shainer Rengifo          | Cuba          | 21.01 |                      |
| 7                 | 2    | Blessing Akawasi Afrifah | Israel        | 21.03 |                      |
| 8                 | 8    | Jakub Pietrusa           | Polónia       | 25.62 |                      |

Legenda
| Recorde mundial       | Recorde mundial (World record)               |                       | Recorde africano                      | Recorde africano (African) |                                           | Q | Classificado por posição (Qualified) |
| Recorde do campeonato | Recorde do campeonato (Championship record)  | Recorde da América    | Recorde da América (Americas)         | q                          | Classificado por melhor tempo (Qualified) |   |                                      |
| Melhor marca do ano   | Melhor marca do ano (World leading)          | Recorde asiático      | Recorde asiático (Asian)              | DNS                        | Não largou (Did not start)                |   |                                      |
| Recorde nacional      | Recorde nacional (National record)           | Recorde europeu       | Recorde europeu (European)            | DNF                        | Não terminou (Did not finish)             |   |                                      |
| Recorde pessoal       | Recorde pessoal do atleta (Personal best)    | Recorde da Oceania    | Recorde da Oceania (Oceania)          | DSQ / DQ                   | Desclassificado (Disqualified)            |   |                                      |
| Recorde da temporada  | Recorde da temporada do atleta (Season best) | Recorde sul-americano | Recorde sul-americano (South America) | NM                         | Sem marca (No mark)                       |   |                                      |